# 格羅滕迪克-泰希繆勒群
格羅滕迪克-泰希繆勒群是一種辮群外自同構的推廣、完備化；弗拉基米爾·德林費爾德在它1990年的論文中提出，來研究擬三角擬Hopf代數的對稱結構。

## 定義
設
- P是4條絮的純辮群
- Ti 是P的元，交換第i 條和第(i+1)條絮
- Pij:= (Tj-1,.......Ti+1)Ti2(Tj-1,.......Ti+1)−1 －（凡親i < j
- k 是域
- F2是兩元產生的自由群
  - X、Y是F的生成元
- F2nil是F2的零冪完備化

設
由符合下列方程的序對(λ,f)組成：
- λ∊k
- f∊F2nil

1. f(X,Y)F(Y,X)=1 ；
2. 每当 XYZ=1，有 f(Z,X) Zm f(Y,Z) Ym f(X,Y) Xm，其中 m:=(λ-1)/2 ；
3. f(P12, P23.P24) f(P13P23,P34) = f(P23,P34) f(P12.P13, P24.P34) f(P12,P23)。

_GT_(k)的可逆元組成一群，写为GT(k)；德林費爾德叫它作格羅滕迪克-泰希繆勒群。